# 지티초등학교
지티초등학교는 대한민국 충청남도 부여군 내산면 삽티로 913 (지티리)에 있었던 공립 초등학교이다.

## 학교 연혁
- 1957년 3월 31일 내산국민학교 지티분교장 설치
- 1962년 3월 19일 지티국민학교 승격
- 1985년 3월 5일 병설유치원 개원
- 1996년 3월 1일 지티초등학교로 개칭
- 1996년 11월 29일 한국방송연구회 전국 최우수교
- 2000년 12월 31일 농어촌학교 지정
- 2001년 2월 19일 제39회 졸업(총 1,444명)
- 2001년 3월 1일 초등 3학급, 유치원 1학급 편성
- 2003년 3월 1일 내산초등학교로 통폐합